# Chrysler Cirrus
O Cirrus é um sedan de porte médio da Chrysler.